# جسم كونسيلمان

جسم كونسيلمان و تنكس انتفاخي وصبغة الهيماتوكسيلين واليوزين

جسم كونسيلمان (بالإنجليزية: Councilman body)‏، ومعروف أيضًا باسم جسم كونسيلمان الهاليني (بالإنجليزية: Councilman hyaline body)‏ ، أو الجسم المستمات (بالإنجليزية: apoptotic body)‏،هوي مصطلح في علم الأمراض، عبارة عن كرية حمضية (تلون يوزيني / وتلطيخ وردي على صبغة الهيماتوكسيلين ويوزين) من كريات الخلايا التي تمثل خلية كبدية ميته غالباً ما تحيط بها نسيج حشوي طبيعي، توجد في كبد الأفراد الذين يعانون من التهاب الكبد الفيروسي (الحاد) أو الحمى الصفراء أو متلازمات فيروسية أخرى، ويمثل خلية الكبد التي تخضع إلى نخر/وموت الخلايا المبرمج، خزعة الكبد من التهاب الكبد الفيروسي الحاد تظهر عادة تتسرب الخلايا اللمفاوية الدرقية مع خلايا الكبد المتضخمة (يدل على نخر خلايا الكبد وموت الخلايا المبرمج).

## الظروف المرتبطة
حتى وقت قريب، كان يُعتقد أن أجسام كونسيلمان في خزعة الكبد دليل كافي لتشخيص الحمى الصفراء، ومع ذلك، فقد تم العثور عليها أيضًا في حميات النزفية الفيروسية الأخرى إلى جانب التهاب الكبد الفيروسي الحاد، وبالتالي لم يعد من الممكن اعتبارها حمى صفراء.

## التسمية
سميت أجسام كونسيلمان على اسم عالم الأمراض الأمريكي ويليام توماس كونسيلسمان (1854-1933)، الذي اكتشفها.